# Plagioscion auratus
Plagioscion auratus är en fiskart som först beskrevs av Castelnau, 1855.  Plagioscion auratus ingår i släktet Plagioscion och familjen havsgösfiskar. Inga underarter finns listade i Catalogue of Life.